# رولز-رویس دارت
رولز-رویس دارت (به انگلیسی: Rolls-Royce Dart) یک موتور هواگرد ساختِ کارخانهٔ رولز-رویس لیمیتد در کشور بریتانیا است.